# Eponina metuia
Eponina metuia är en skalbaggsart som beskrevs av Martins och Maria Helena M. Galileo 1998. Eponina metuia ingår i släktet Eponina och familjen långhorningar. Inga underarter finns listade i Catalogue of Life.